# Joltzemén
Joltzemén är en ort i Mexiko.   Den ligger i kommunen Chamula och delstaten Chiapas, i den sydöstra delen av landet, 800 km öster om huvudstaden Mexico City. Joltzemén ligger 2 300 meter över havet och antalet invånare är 946.
Terrängen runt Joltzemén är kuperad. Runt Joltzemén är det tätbefolkat, med 530 invånare per kvadratkilometer. Närmaste större samhälle är San Cristóbal de las Casas, 8,6 km söder om Joltzemén. Omgivningarna runt Joltzemén är en mosaik av jordbruksmark och naturlig växtlighet.